# لجنة الدول الأمريكية لحقوق الإنسان

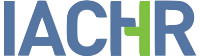
شعار لجنة الدول الامريكية لحقوق الانسان.

لجنة الدول الأمريكية لحقوق الإنسان (بالإنجليزية:Inter-American Commission on Human Rights) هي هيئة مستقلة تابعه لمنظمة الدول الأمريكية (بالإنجليزية:Organization of American States) تأسست في عام 1959 ويقع مقرها واشنطن العاصمة، الولايات المتحدة.
بجانب مع محكمة الدول الأمريكية لحقوق الإنسان، تعتبر واحدة من الهيئات في منظومة البلدان الأمريكية لتعزيز وحماية حقوق الإنسان.

## روابط خارجية
- الموقع الرسمي